# Phil Read
Phil Read (Luton, 1 de enero de 1939 - Canterbury, 6 de octubre de 2022) fue un piloto de motociclismo británico conocido como el «El Príncipe de la Velocidad». Aunque en su época fue ensombrecido por su contemporáneo Mike Hailwood, llegó a ser el primer piloto en conquistar los títulos de 125, 250 y 500 cc del Campeonato Mundial de Motociclismo. En dicho certamen logró siete títulos, 52 victorias y 121 podios. En 500 cc, la categoría reina, obtuvo dos títulos, 11 victorias y 34 podios en 500 cc. En cambio, en la clase 250 cc consiguió cuatro títulos, 27 victorias y 50 podios. En su palmarés se destacan ocho victorias en el TT Isla de Man y dos en las 500 Millas de Thruxton.

## Biografía

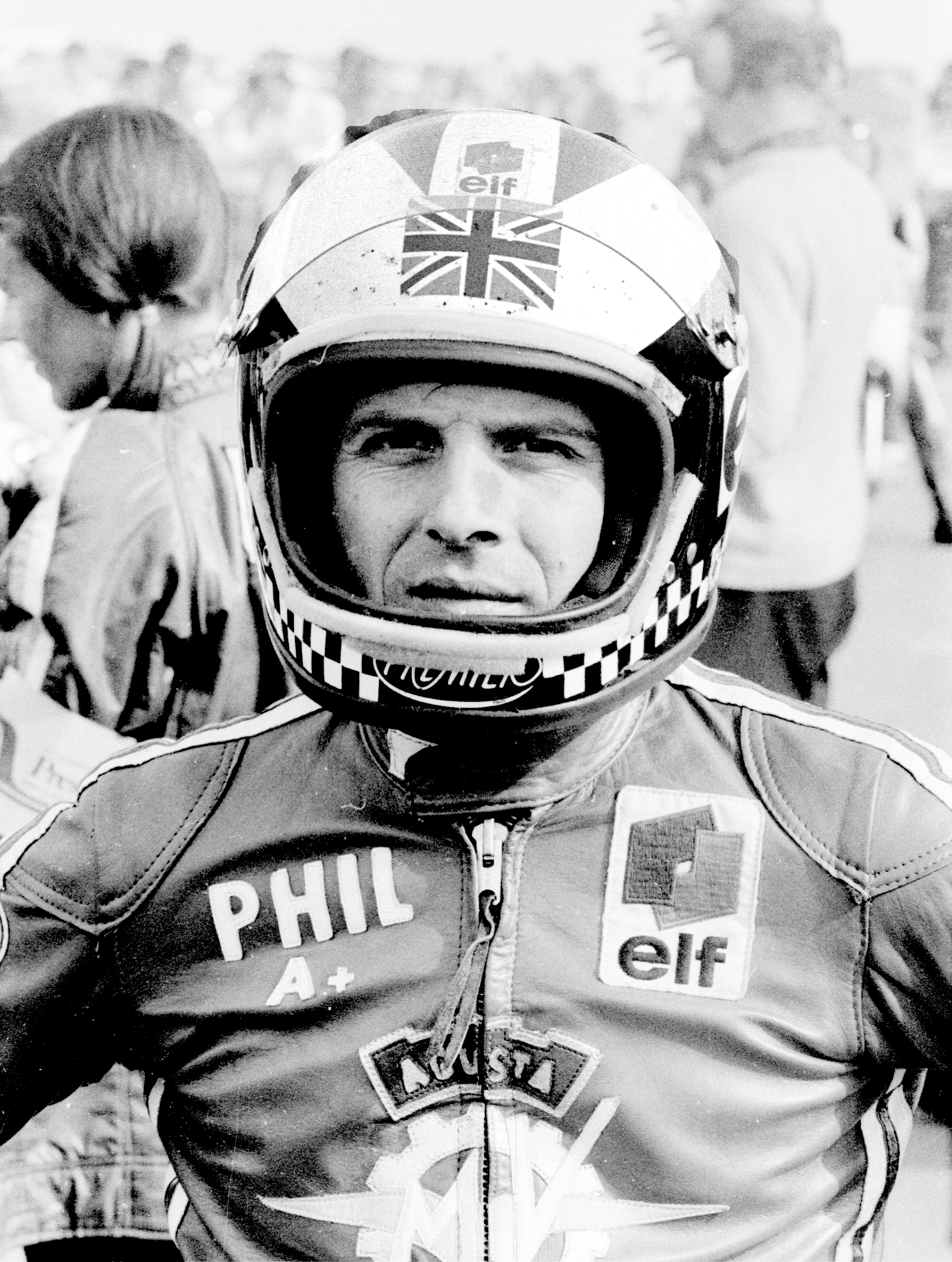
Phil Read en 1975.

Debutó en el mundial de la categoría de 500 cc con una Norton en el Gran Premio de los Países Bajos donde no obtiene puntos. Admirador de Geoff Duke, en 1957 acabó tercero en el campeonato nacional de 350cc. El 28 de marzo de 1958 salió por primera vez en la peligrosísima carrera de la Isla de Man. En el mismo año se adjudicó la Junior Tourist Trophy y participó como probador de 250 cc.
Subcampeón nacional de la categoría de 500 cc en 1960 respaldando a Mike Hailwood, al año siguiente decide volver a competir en el mundial en la categoría de 125 cc con una EMC y en 500 cc y 350 cc con Norton, obteniendo en esta última categoría su primera victoria en Grandes Premios justamente en el Tourist Trophy. Después de varios cambios de escuderías (Yamaha, Gilera) y de categoría Read volvió a triunfar en 1964, año en el que se convierte en campeón con Yamaha en la categoría de 250 cc tras conseguir 5 victorias, y en esa misma temporada consiguió además vencer en la carrera del Úlster en la categoría reina.
En 1964, Read consiguió para Yamaha su primer título cuando ganó la categoría de 250 cc. repitió el título al siguiente año, obteniendo 7 victorias (Estados Unidos, Alemania, España, Francia, Países Bajos, Checoslovaquia y Úlster), consiguiendo además la victoria en el Tourist Trophy de 125. En 1966, Yamaha introdujo una nueva moto de 250cc y cuatro cilindros. Problemas de acoplamiento con el nuevo motor hicieron que perdiera el título a manos de Hailwood. En 1967 mantuvo su lucha con Hailwood y su Honda de seis cilindros desde el principio hasta el final. Habrían acabado empatados si no hubiera sido que Hailwood había ganado 5 carreras por 4 de Read, lo que dio el campeonato al primero.
La temporada de 1968 resultó ser muy crítica para Read. Yamaha quería que Read se concentrase en ganar el mundial de 125 cc y que su compañero de equipo Bill Ivy se centrase en el mundial de 250 cc. Tras ganar el mundial de 125, Read decidió desobedecer las órdenes de equipo y luchar con Ivy por el título de 250. Finalizaron la temporada empatados a puntos y Read ganó el título gracias a la diferencia de tiempos. Esto le costó el que Yamaha nunca le volviese a ofrecer una moto para correr. Después de estar alejado de las pistas las temporadas de 1969 y 1970, volvió a correr Grandes Premios en 1971, pero en esta ocasión llevando una Yamaha como piloto privado tras su expulsión del equipo de fábrica. A pesar de no tener el apoyo de la fábrica fue capaz de conseguir su quinto campeonato mundial.
En 1972 llegó al equipo oficial de MV Agusta y en 1973 conquistó el campeonato del mundo de 500 cc. Consiguió defender con éxito su título en 1974, el cual fue el último mundial conquistado por esta legendaria marca italiana. También fue el último título conseguido por una máquina con motor de 4 tiempos hasta la llegada de la clase de MotoGP en 2002. Pudo dar una buena lucha a la Yamaha de Giacomo Agostini en el mundial de 500 de 1975, pero terminó segundo. Dándose cuenta de que las motos de cuatro tiempos habían acabado su era, abandonó la marca italiana para competir con una Suzuki privada en 1976, tras la cual abandonó los grandes premios. En 1977 fue el campeón inaugural del Mundial TT-F1, que se disputó a carrera única en la Isla de Man, pilotando una Honda. Su última carrera fue el TT de la Isla de Man de 1982, cuando tenía 43 años, aunque luego ha participado en varias ediciones del Gran Premio de Velocidad de La Bañeza, que consta de trazado urbano, y donde él ha corrido con una BSA de 4T.

## Resultados en el Campeonato del Mundo
Sistema de puntuación desde 1950 hasta 1968:
| Posición | 1.º | 2.º | 3.º | 4.º | 5.º | 6.º |
| Puntos   | 8   | 6   | 4   | 3   | 2   | 1   |

Sistema de puntuación desde 1969 hasta 1987:
| Posición | 1.º | 2.º | 3.º | 4.º | 5.º | 6.º | 7.º | 8.º | 9.º | 10.º |
| Puntos   | 15  | 12  | 10  | 8   | 6   | 5   | 4   | 3   | 2   | 1    |

### Carreras por año
(Carreras en negrita indica pole position; Carreras en cursiva indica vuelta rápida)
| Año  | Categoría | Equipo    | 1       | 2       | 3       | 4       | 5       | 6       | 7       | 8       | 9       | 10      | 11    | 12      | 13      | Puntos | Pos. |
| ---- | --------- | --------- | ------- | ------- | ------- | ------- | ------- | ------- | ------- | ------- | ------- | ------- | ----- | ------- | ------- | ------ | ---- |
| 1961 | 125cc     | EMC       | ESP -   | GER -   | FRA -   | IOM Ret | NED 4   | BEL Ret | RDA -   | ULS -   | NAT -   | SWE -   | ARG - |         |         | 3      | 12.º |
| 1961 | 350cc     | Norton    |         | GER -   |         | IOM 1   | NED 4   |         | RDA -   | ULS 4   | NAT -   | SWE -   |       |         |         | 13     | 5.º  |
| 1961 | 500cc     | Norton    |         | GER -   | FRA -   | IOM Ret | NED 4   | BEL Ret | RDA -   | ULS -   | NAT -   | SWE -   | ARG - |         |         | 3      | 15.º |
| 1962 | 350cc     | Norton    | IOM 7   | NED 6   |         | ULS Ret | RDA -   | NAT -   | FIN -   |         |         |         |       |         |         | 1      | 15.º |
| 1962 | 500cc     | Norton    | IOM Ret | NED 3   | BEL -   | ULS 3   | RDA -   | NAT 4   | FIN -   | ARG -   |         |         |       |         |         | 11     | 3.º  |
| 1963 | 250cc     | Yamaha    | ESP -   | GER -   | IOM -   | NED -   | BEL -   | ULS -   | RDA -   |         | NAT -   | ARG -   | JPN 3 |         |         | 4      | 10.º |
| 1963 | 350cc     | Gilera    |         | GER 3   | IOM Ret | NED -   |         | ULS -   | RDA -   | FIN -   | NAT -   |         |       |         |         | 4      | 11.º |
| 1963 | 500cc     | Gilera    |         |         | IOM 3   | NED 2   | BEL 2   | ULS Ret | RDA -   | FIN -   | NAT Ret | ARG -   |       |         |         | 16     | 4.º  |
| 1964 | 125cc     | Yamaha    | USA DNS | ESP -   | FRA -   | IOM -   | NED 2   |         | GER -   | RDA -   | ULS -   | FIN -   | NAT - | JPN Ret |         | 6      | 8.º  |
| 1964 | 250cc     | Yamaha    | USA -   | ESP 3   | FRA 1   | IOM Ret | NED 2   | BEL -   | GER 1   | RDA 1   | ULS 1   |         | NAT 1 | JPN Ret |         | 46     | 1.º  |
| 1964 | 350cc     | AJS       |         |         |         | IOM 2   | NED -   |         | GER -   | RDA -   | ULS -   | FIN -   | NAT - | JPN -   |         | 6      | 6.º  |
| 1964 | 500cc     | Matchless | USA 2   |         |         | IOM Ret | NED 6   | BEL 2   | GER 3   | RDA Ret |         |         |       |         |         | 25     | 3.º  |
| 1964 | 500cc     | Norton    |         |         |         |         |         |         |         |         | ULS 1   | FIN -   | NAT - | JPN -   |         | 25     | 3.º  |
| 1965 | 125cc     | Yamaha    | USA -   | GER -   | ESP -   | FRA -   | IOM 1   | NED Ret |         | RDA -   | CZE -   | ULS -   | FIN - | NAT -   | JPN Ret | 8      | 10.º |
| 1965 | 250cc     | Yamaha    | USA 1   | GER 1   | ESP 1   | FRA 1   | IOM Ret | NED 1   | BEL 2   | RDA 2   | CZE 1   | ULS 1   | FIN - | NAT 7   | JPN Ret | 56     | 1.º  |
| 1965 | 350cc     | Yamaha    |         | GER -   |         |         | IOM 2   | NED -   |         | RDA -   | CZE -   | ULS Ret | FIN - | NAT -   | JPN -   | 6      | 9.º  |
| 1966 | 125cc     | Yamaha    | ESP 4   | GER 3   |         | NED 3   |         | RDA 4   | CZE -   | FIN 1   | ULS 3   | IOM 2   | NAT 4 | JPN 5   |         | 29     | 4.º  |
| 1966 | 250cc     | Yamaha    | ESP Ret | GER Ret | FRA 3   | NED 2   | BEL 2   | RDA 2   | CZE 2   | FIN -   | ULS -   | IOM Ret | NAT - | JPN 2   |         | 34     | 2.º  |
| 1966 | 350cc     | Yamaha    |         | GER -   | FRA -   | NED -   |         | RDA -   | CZE -   | FIN -   | ULS -   | IOM -   | NAT - | JPN 1   |         | 8      | 8.º  |
| 1967 | 125cc     | Yamaha    | ESP 2   | GER Ret | FRA 2   | IOM 1   | NED 1   |         | RDA 2   | CZE Ret | FIN Ret | ULS 2   | NAT - | CAN -   | JPN Ret | 40     | 2.º  |
| 1967 | 250cc     | Yamaha    | ESP 1   | GER 2   | FRA 2   | IOM 2   | NED Ret | BEL Ret | RDA 1   | CZE 1   | FIN Ret | ULS -   | NAT 1 | CAN 2   | JPN Ret | 50     | 2.º  |
| 1968 | 125cc     | Yamaha    | GER 1   | ESP -   | IOM 1   | NED 1   |         | RDA 1   | CZE 1   | FIN 1   | ULS 2   | NAT 2   |       |         |         | 40     | 1.º  |
| 1968 | 250cc     | Yamaha    | GER Ret | ESP 1   | IOM Ret | NED 2   | BEL 1   | RDA 2   | CZE 1   | FIN 1   | ULS Ret | NAT 1   |       |         |         | 46     | 1.º  |
| 1969 | 250cc     | Yamaha    | ESP -   | GER -   | FRA -   | IOM Ret | NED -   | BEL -   | RDA -   | CZE -   | FIN -   | ULS -   | NAT 1 | YUG -   |         | 15     | 13.º |
| 1969 | 350cc     | Yamaha    | ESP -   | GER -   |         | IOM Ret | NED -   |         | RDA -   | CZE -   | FIN -   | ULS -   | NAT 1 | YUG -   |         | 15     | 13.º |
| 1970 | 250cc     | Yamaha    | GER -   | FRA -   | YUG -   | IOM -   | NED 2   | BEL -   | RDA -   | CZE -   | FIN -   | ULS -   | NAT 3 | ESP Ret |         | 22     | 12.º |
| 1970 | 350cc     | Yamaha    | GER -   |         | YUG -   | IOM -   | NED 3   |         | RDA -   | CZE -   | FIN -   | ULS -   | NAT - | ESP -   |         | 10     | 17.º |
| 1971 | 250cc     | Yamaha    | AUT Ret | GER 1   | IOM 1   | NED 1   | BEL Ret | RDA 3   | CZE DNS | SWE -   | FIN 10  | ULS Ret | NAT 6 | ESP 2   |         | 73     | 1.º  |
| 1971 | 350cc     | Yamaha    | AUT Ret | GER Ret | IOM Ret | NED 2   |         | RDA -   | CZE -   | SWE -   | FIN Ret | ULS Ret | NAT - | ESP Ret |         | 12     | 16.º |
| 1971 | 500cc     | Ducati    | AUT -   | GER -   | IOM -   | NED -   | BEL -   | RDA -   |         | SWE -   | FIN -   | ULS -   | NAT 4 | ESP -   |         | 8      | 18.º |
| 1972 | 250cc     | Yamaha    | GER -   | FRA 1   | AUT -   | NAT Ret | IOM 1   | YUG -   | NED 4   | BEL 3   | RDA -   | CZE 3   | SWE - | FIN -   | ESP -   | 58     | 4.º  |
| 1972 | 350cc     | MV Agusta | GER -   | FRA -   | AUT -   | NAT 4   | IOM Ret | YUG 3   | NED 5   |         | RDA 1   | CZE Ret | SWE 2 | FIN Ret | ESP -   | 51     | 5.º  |
| 1973 | 350cc     | MV Agusta | FRA 2   | AUT Ret | GER Ret | NAT -   | IOM -   | YUG DNS | NED 2   |         | CZE 3   | SWE 3   | FIN 2 | ESP -   |         | 56     | 3.º  |
| 1973 | 500cc     | MV Agusta | FRA 2   | AUT Ret | GER 1   |         | IOM -   | YUG DNS | NED 1   | BEL 2   | CZE 2   | SWE 1   | FIN 2 | ESP 1   |         | 84     | 1.º  |
| 1974 | 500cc     | MV Agusta | FRA 1   | GER DNS | AUT Ret | NAT 3   | IOM -   | NED 3   | BEL 1   | SWE 2   | FIN 1   | CZE 1   |       |         |         | 82     | 1.º  |
| 1974 | 350cc     | MV Agusta | FRA Ret | GER DNS | AUT Ret | NAT -   | IOM -   | NED -   |         | SWE -   | FIN -   |         | YUG - | ESP -   |         | 0      | -    |
| 1975 | 500cc     | MV Agusta | FRA 3   | AUT 3   | GER 2   | NAT 2   | IOM -   | NED 3   | BEL 1   | SWE 2   | FIN Ret | CZE 1   |       |         |         | 76     | 2.º  |
| 1976 | 500cc     | Suzuki    | FRA Ret | AUT 3   | NAT 2   | IOM -   | NED Ret | BEL Ret | SWE -   | FIN -   | CZE -   | GER -   |       |         |         | 22     | 10.º |